# Cerro Quishuara
Cerro Quishuara är ett berg i Bolivia.   Det ligger i departementet Oruro, i den västra delen av landet, 400 km väster om huvudstaden Sucre. Toppen på Cerro Quishuara är 4 020 meter över havet, eller 215 meter över den omgivande terrängen. Bredden vid basen är 13,1 km.
Terrängen runt Cerro Quishuara är huvudsakligen en högslätt. Trakten runt Cerro Quishuara är nära nog obefolkad, med mindre än två invånare per kvadratkilometer.. 
Omgivningarna runt Cerro Quishuara är i huvudsak ett öppet busklandskap.